# Atletism la Jocurile Olimpice de vară din 2016 - 100 m (feminin)
Proba de 100 de metri feminin de la Jocurile Olimpice de vară din 2016 a avut loc în perioada 12-13 august pe Stadionul Olimpic.

## Recorduri
Înaintea acestei competiții, recordurile mondiale și olimpice erau următoarele:
| Record  | Atlet                          | Timp  | Loc                         | Data               |
| ------- | ------------------------------ | ----- | --------------------------- | ------------------ |
| Mondial | Florence Griffith Joyner (USA) | 10.49 | Indianapolis, Statele Unite | 16 iulie 1988      |
| Olimpic | Florence Griffith Joyner (USA) | 10.62 | Seul, Coreea de Sud         | 24 septembrie 1988 |

## Program
Orele sunt ora Braziliei (UTC-3) 
| Data                    | Timp        | Etapă                     |
| ----------------------- | ----------- | ------------------------- |
| Vineri, 12 august 2016  | 11:55 22:40 | Etapa preliminară Etapa 1 |
| Sâmbătă, 13 august 2016 | 21:00 22:37 | Semifinale Finala         |

## Rezultate

### Etapa preliminară
În runda preliminară au intrat în competiție sportivele invitate să concureze și care nu au realizat timpul de calificare necesar. Sportivele care au realizat timpul de calificare au intrat direct în primul tur. Reguli de calificare: primele două din fiecare serie (C) și următoarele două cu cel mai rapid timp (c) au avansat în Runda 1. 

#### Seria 1
| Loc | Culoar | Nume           | Naționalitate     | Reacție        | Timp  | Note |
| --- | ------ | -------------- | ----------------- | -------------- | ----- | ---- |
| 1   | 5      | Hafsatu Kamara | Sierra Leone      | 0.148          | 12.24 | (C)  |
| 2   | 7      | Sisila Seavula | Fiji              | 0.143          | 12.34 | (C)  |
| 3   | 9      | Regine Tugade  | Guam              | 0.156          | 12.52 |      |
| 4   | 8      | Makoura Keita  | Guineea           | 0.150          | 12.66 | (PB) |
| 5   | 3      | Shirin Akter   | Bangladesh        | 0.166          | 12.99 |      |
| 6   | 4      | Mariana Cress  | Insulele Marshall | 0.206          | 13.20 |      |
| 7   | 2      | Liliana Neto   | Angola            | 0.136          | 13.58 |      |
| 8   | 6      | Kamia Yousufi  | Afganistan        | 0.216          | 14.02 | (RN) |
|     |        |                |                   | Vânt: +0,9 m/s |       |      |

#### Seria a 2-a
| Loc | Culoar | Nume                | Naționalitate           | Reacție        | Timp  | Note |
| --- | ------ | ------------------- | ----------------------- | -------------- | ----- | ---- |
| 1   | 9      | Sunayna Wahi        | Surinam                 | 0.172          | 12.09 | (C)  |
| 2   | 7      | Patricia Taea       | Insulele Cook           | 0.160          | 12.30 | (C)  |
| 3   | 8      | Mazoon Al-alawi     | Oman                    | 0.161          | 12.30 | (c)  |
| 4   | 2      | Lidiane Lopes       | Republica Capului Verde | 0.154          | 12.38 | (RN) |
| 5   | 3      | Phumlile Ndzinisa   | Eswatini                | 0.137          | 12.49 |      |
| 6   | 5      | Taine Halasima      | Tonga                   | 0.199          | 12.80 |      |
| 7   | 6      | Laenly Phoutthavong | Laos                    | 0.186          | 12.82 | (PB) |
| 8   | 4      | Lerissa Henry       | Micronezia              | 0.163          | 13.53 |      |
|     |        |                     |                         | Vânt: -0,2 m/s |       |      |

#### Seria a 3-a
| Loc | Culoar | Nume                      | Naționalitate   | Reacție        | Timp  | Note |
| --- | ------ | ------------------------- | --------------- | -------------- | ----- | ---- |
| 1   | 3      | Charlotte Wingfield       | Malta           | 0.144          | 11.86 | (C)  |
| 2   | 4      | Cecilia Bouele            | Republica Congo | 0.165          | 11.98 | (C)  |
| 3   | 9      | Zaidatul Husniah Zulkifli | Malaezia        | 0.151          | 12.12 | (c)  |
| 4   | 7      | Prenam Pesse              | Togo            | 0.189          | 12.38 |      |
| 5   | 5      | Denika Kassim             | Comore          | 0.192          | 12.53 |      |
| 6   | 2      | Jordan Mageo              | Samoa Americană | 0.173          | 13.72 |      |
| 7   | 8      | Kariman Abuljadayel       | Arabia Saudită  | 0.205          | 14.61 | (RN) |
| 8   | 6      | Karitaake Tewaaki         | Kiribati        | 0.185          | 14.70 |      |
|     |        |                           |                 | Vânt: -0,2 m/s |       |      |

### Runda 1
Reguli de calificare: primele două din fiecare serie (C) și următoarele 8 atlete cu cel mai bun timp (c) se califică în semifinale.

#### Seria 1
| Loc | Culoar | Nume                 | Naționalitate    | Reacție        | Timp  | Note |
| --- | ------ | -------------------- | ---------------- | -------------- | ----- | ---- |
| 1   | 8      | Desiree Henry        | Marea Britanie   | 0.126          | 11.08 | (C)  |
| 2   | 6      | Murielle Ahoure      | Coasta de Fildeș | 0.159          | 11.17 | (C)  |
| 3   | 9      | Natalia Pohrebniak   | Ucraina          | 0.130          | 11.30 | (c)  |
| 4   | 2      | Lorene Dorcas Bazolo | Portugalia       | 0.142          | 11.43 |      |
| 5   | 3      | Wei Yongli           | China            | 0.154          | 11.48 |      |
| 6   | 5      | Hajar Alkhaldi       | Bahrain          | 0.122          | 11.59 |      |
| 7   | 7      | Rima Kashafutdinova  | Kazahstan        | 0.174          | 11.84 |      |
| 8   | 4      | Sisila Seavula       | Fiji             | 0.149          | 12.48 |      |
|     |        |                      |                  | Vânt: +0,3 m/s |       |      |

#### Seria a 2-a
| Loc | Culoar | Nume                  | Naționalitate | Reacție       | Timp  | Note |
| --- | ------ | --------------------- | ------------- | ------------- | ----- | ---- |
| 1   | 9      | Dafne Schippers       | Olanda        | 0.143         | 11.16 | (C)  |
| 2   | 5      | Tatjana Pinto         | Germania      | 0.164         | 11.31 | (C)  |
| 3   | 6      | Khamica Bingham       | Canada        | 0.137         | 11.41 |      |
| 4   | 7      | Flings Owusu-Agyapong | Ghana         | 0.135         | 11.43 |      |
| 5   | 4      | Gloria Asumnu         | Nigeria       | 0.139         | 11.55 |      |
| 6   | 3      | Evelyn Rivera         | Columbia      | 0.161         | 11.59 |      |
| 7   | 8      | Brenessa Thompson     | Guyana        | 0.162         | 11.72 |      |
| 8   | 2      | Hafsatu Kamara        | Sierra Leone  | 0.150         | 12.22 |      |
|     |        |                       |               | Vânt: 0,0 m/s |       |      |

#### Seria a 3-a
| Loc | Culoar | Nume                   | Naționalitate              | Reacție       | Timp  | Note |
| --- | ------ | ---------------------- | -------------------------- | ------------- | ----- | ---- |
| 1   | 9      | Tori Bowie             | Statele Unite ale Americii | 0.142         | 11.13 | (C)  |
| 2   | 5      | Blessing Okagbare      | Nigeria                    | 0.154         | 11.16 | (C)  |
| 3   | 8      | Angela Tenorio         | Ecuador                    | 0.150         | 11.35 | (c)  |
| 4   | 4      | Ezinne Okparaebo       | Norvegia                   | 0.141         | 11.43 |      |
| 5   | 6      | Eliecith Palacios      | Columbia                   | 0.172         | 11.48 |      |
| 6   | 3      | Tahesia Harrigan-Scott | Insulele Virgine Britanice | 0.149         | 11.54 |      |
| 7   | 7      | Khrystyna Stuy         | Ucraina                    | 0.146         | 11.57 |      |
| 8   | 2      | Cecilia Bouele         | Republica Congo            | 0.149         | 12.18 |      |
|     |        |                        |                            | Vânt: 0,0 m/s |       |      |

#### Seria a 4-a
| Loc | Culoar | Nume                    | Naționalitate    | Reacție        | Timp  | Note |
| --- | ------ | ----------------------- | ---------------- | -------------- | ----- | ---- |
| 1   | 9      | Shelly-Ann Fraser-Pryce | Jamaica          | 0.146          | 10.96 | (C)  |
| 2   | 5      | Marie-Josee Ta Lou      | Coasta de Fildeș | 0.156          | 11.01 | (C   |
| 3   | 2      | Mujinga Kambundji       | Elveția          | 0.149          | 11.19 | (c)  |
| 4   | 8      | Narcisa Landazuri       | Ecuador          | 0.117          | 11.38 | (c)  |
| 5   | 4      | Tynia Gaither           | Bahamas          | 0.154          | 11.56 |      |
| 6   | 7      | Ramona Papaioannou      | Cipru            | 0.140          | 11.61 |      |
| 7   | 6      | Ruddy Zang Milama       | Gabon            | 0.151          | 11.67 |      |
| 8   | 3      | Sunayna Wahi            | Surinam          | 0.117          | 12.25 |      |
|     |        |                         |                  | Vânt: −0,3 m/s |       |      |

#### Seria a 5-a
| Loc | Culoar | Nume               | Naționalitate              | Reacție        | Timp  | Note |
| --- | ------ | ------------------ | -------------------------- | -------------- | ----- | ---- |
| 1   | 9      | Tianna Bartoletta  | Statele Unite ale Americii | 0.148          | 11.23 | (C)  |
| 2   | 8      | Ewa Swoboda        | Polonia                    | 0.149          | 11.24 | (C)  |
| 3   | 6      | Olesya Povkh       | Ucraina                    | 0.132          | 11.39 | (c)  |
| 4   | 5      | Kelly-Ann Baptiste | Trinidad și Tobago         | 0.141          | 11.42 |      |
| 5   | 2      | Jennifer Madu      | Nigeria                    | 0.163          | 11.61 |      |
| 6   | 3      | Nigina Sharipova   | Uzbekistan                 | 0.135          | 11.68 |      |
| 7   | 4      | Dutee Chand        | India                      | 0.151          | 11.69 |      |
| 8   | 7      | Patricia Taea      | Insulele Cook              | 0.159          | 12.41 |      |
|     |        |                    |                            | Vânt: -0,7 m/s |       |      |

#### Seria a 6-a
| Loc | Culoar | Nume                    | Naționalitate      | Reacție        | Timp  | Note |
| --- | ------ | ----------------------- | ------------------ | -------------- | ----- | ---- |
| 1   | 5      | Michelle-Lee Ahye       | Trinidad și Tobago | 0.153          | 11.00 | (C)  |
| 2   | 7      | Christania Williams     | Jamaica            | 0.170          | 11.27 | (C)  |
| 3   | 4      | Asha Philip             | Marea Britanie     | 0.120          | 11.34 | (c)  |
| 4   | 2      | Crystal Emmanuel        | Canada             | 0.162          | 11.43 |      |
| 5   | 6      | Viktoriya Zyabkina      | Kazahstan          | 0.150          | 11.69 |      |
| 6   | 8      | Marika Popowicz-Drapala | Polonia            | 0.136          | 11.70 |      |
| 7   | 9      | Iman Essa Jasim         | Bahrain            | 0.161          | 11.72 |      |
| 8   | 3      | Charlotte Wingfield     | Malta              | 0.138          | 11.90 |      |
|     |        |                         |                    | Vânt: +0,0 m/s |       |      |

#### Seria a 7-a
| Loc | Culoar | Nume             | Naționalitate      | Reacție        | Timp  | Note |
| --- | ------ | ---------------- | ------------------ | -------------- | ----- | ---- |
| 1   | 9      | Elaine Thompson  | Jamaica            | 0.174          | 11.21 | (C)  |
| 2   | 3      | Rosangela Santos | Brazilia           | 0.163          | 11.25 | (C)  |
| 3   | 4      | Semoy Hackett    | Trinidad și Tobago | 0.138          | 11.35 | (c)  |
| 4   | 8      | Toea Wisil       | Papua Noua Guinee  | 0.142          | 11.48 |      |
| 5   | 2      | Olga Safronova   | Kazahstan          | 0.148          | 11.50 |      |
| 6   | 6      | Alyssa Conley    | Africa de Sud      | 0.143          | 11.57 |      |
| 7   | 5      | Melissa Breen    | Australia          | 0.143          | 11.74 |      |
| 8   | 7      | Mazoon Al-Alawi  | Oman               | 0.199          | 12.43 |      |
|     |        |                  |                    | Vânt: −1,0 m/s |       |      |

#### Seria a 8-a
| Loc | Culoar | Nume                      | Naționalitate              | Reacție        | Timp  | Note |
| --- | ------ | ------------------------- | -------------------------- | -------------- | ----- | ---- |
| 1   | 6      | English Gardner           | Statele Unite ale Americii | 0.191          | 11.09 | (C)  |
| 2   | 4      | Carina Horn               | Africa de Sud              | 0.158          | 11.32 | (C)  |
| 3   | 2      | Ivet Lalova-Collio        | Bulgaria                   | 0.125          | 11.35 | (c)  |
| 4   | 7      | Daryll Neita              | Marea Britanie             | 0.169          | 11.41 |      |
| 5   | 3      | Rebekka Haase             | Germania                   | 0.175          | 11.47 |      |
| 6   | 9      | Yuan Qiqi                 | China                      | 0.143          | 11.56 |      |
| 7   | 5      | Franciela Krasucki        | Brazilia                   | 0.159          | 11.67 |      |
| 8   | 8      | Zaidatul Husniah Zulkifli | Malaezia                   | 0.149          | 12.62 |      |
|     |        |                           |                            | Vânt: −0,2 m/s |       |      |

### Semifinale

#### Semifinala 1
| Loc | Culoar | Nume                | Naționalitate              | Reacție        | Timp  | Note      |
| --- | ------ | ------------------- | -------------------------- | -------------- | ----- | --------- |
| 1   | 7      | Tori Bowie          | Statele Unite ale Americii | 0.165          | 10.90 | (C)       |
| 2   | 6      | Michelle-Lee Ahye   | Trinidad și Tobago         | 0.134          | 10.90 | (C), (SB) |
| 3   | 9      | Christania Williams | Jamaica                    | 0.166          | 10.96 | (c), (PB) |
| 4   | 5      | Murielle Ahouré     | Coasta de Fildeș           | 0.156          | 11.01 |           |
| 5   | 3      | Ángela Tenorio      | Ecuador                    | 0.145          | 11.14 |           |
| 6   | 8      | Mujinga Kambundji   | Elveția                    | 0.130          | 11.16 |           |
| 7   | 4      | Ewa Swoboda         | Polonia                    | 0.155          | 11.18 |           |
| 8   | 2      | Olesya Povkh        | Ucraina                    | 0.126          | 11.29 |           |
|     |        |                     |                            | Vânt: +1,0 m/s |       |           |

#### Semifinala a 2-a
| Loc | Culoar | Nume                    | Naționalitate              | Reacție        | Timp  | Note      |
| --- | ------ | ----------------------- | -------------------------- | -------------- | ----- | --------- |
| 1   | 5      | Shelly-Ann Fraser-Pryce | Jamaica                    | 0.151          | 10.88 | (C), (SB) |
| 2   | 4      | Dafne Schippers         | Olanda                     | 0.146          | 10.90 | (C)       |
| 3   | 6      | Marie-Josee Ta Lou      | Coasta de Fildeș           | 0.157          | 10.94 | (c), (PB) |
| 4   | 7      | Tianna Bartoletta       | Statele Unite ale Americii | 0.141          | 11.00 |           |
| 5   | 9      | Rosangela Santos        | Brazilia                   | 0.133          | 11.23 | {(SB)     |
| 6   | 2      | Narcisa Landazuri       | Ecuador                    | 0.152          | 11.27 |           |
| 7   | 8      | Natalia Pohrebniak      | Ucraina                    | 0.138          | 11.32 |           |
| 8   | 3      | Asha Philip             | Marea Britanie             | 0.124          | 11.33 |           |
|     |        |                         |                            | Vânt: +0,3 m/s |       |           |

#### Semifinala a 3-a
| Loc | Culoar | Nume               | Naționalitate              | Reacție        | Timp  | Note |
| --- | ------ | ------------------ | -------------------------- | -------------- | ----- | ---- |
| 1   | 4      | Elaine Thompson    | Jamaica                    | 0.156          | 10.88 | (C)  |
| 2   | 7      | English Gardner    | Statele Unite ale Americii | 0.158          | 10.90 | (C)  |
| 3   | 6      | Blessing Okagbare  | Nigeria                    | 0.155          | 11.09 |      |
| 4   | 5      | Desiree Henry      | Marea Britanie             | 0.129          | 11.09 |      |
| 5   | 3      | Semoy Hackett      | Trinidad și Tobago         | 0.146          | 11.20 |      |
| 6   | 9      | Carina Horn        | Africa de Sud              | 0.149          | 11.20 |      |
| 7   | 8      | Tatjana Pinto      | Germania                   | 0.175          | 11.32 |      |
| –   | 2      | Ivet Lalova-Collio | Bulgaria                   |                | (DNS) |      |
|     |        |                    |                            | Vânt: +0,6 m/s |       |      |

### Finala
| Loc | Culoar | Nume                    | Naționalitate              | Reacție        | Timp  | Note |
| --- | ------ | ----------------------- | -------------------------- | -------------- | ----- | ---- |
| 1   | 4      | Elaine Thompson         | Jamaica                    | 0.157          | 10.71 |      |
| 2   | 5      | Tori Bowie              | Statele Unite ale Americii | 0.112          | 10.83 |      |
| 3   | 6      | Shelly-Ann Fraser-Pryce | Jamaica                    | 0.138          | 10.86 | (SB) |
| 4   | 3      | Marie-Josee Ta Lou      | Coasta de Fildeș           | 0.136          | 10.86 | (PB) |
| 5   | 9      | Dafne Schippers         | Olanda                     | 0.134          | 10.90 |      |
| 6   | 8      | Michelle-Lee Ahye       | Trinidad și Tobago         | 0.132          | 10.92 |      |
| 7   | 7      | English Gardner         | Statele Unite ale Americii | 0.148          | 10.94 |      |
| 8   | 2      | Christania Williams     | Jamaica                    | 0.163          | 11.80 |      |
|     |        |                         |                            | Vânt: +0,5 m/s |       |      |

## Legendă
RA Record african | AM Record american | AS Record asiatic | RE Record european | OCRecord oceanic | RO Record olimpic | RM Record mondial | RN Record național | SA Record sud-american | RC Record al competiției | DNF Nu a terminat | DNS Nu a luat startul | DS Descalificare | EL Cea mai bună performanță europeană a anului | PB Record personal | SB Cea mai bună performanță a sezonului | WL Cea mai bună performanță mondială a anului 